# Eugeniusz Pawłowski
Eugeniusz Pawłowski (ur. 13 grudnia 1902 w Krakowie, zm. 11 listopada 1986 w Nowym Sączu) – polski językoznawca, pisarz, działacz społeczny, harcerz, doktor habilitowany, nauczyciel akademicki. Jest określany jako jeden z najlepszych znawców gwar polskich na Podtatrzu i w Sądecczyźnie.

## Życiorys
Urodził się 13 grudnia 1902 roku w Krakowie. W 1903 roku zmarła jego matka, dlatego wraz z bratem Bogumiłem zamieszkał u krewnych w Nowym Sączu. W roku 1920 ukończył gimnazjum klasyczne im. Jana Długosza.
W latach 1920–1924 studiował filologię polską na Wydziale Filozoficznym Uniwersytetu Jagiellońskiego. Jednym z jego nauczycieli w czasie studiów był Kazimierz Nitsch, który rozbudził w nim zainteresowania językowe. Eugeniusz Pawłowski interesował się turystyką górską i pracą w harcerstwie, gdzie miał do czynienia z folklorem polskim, co od momentu zakończenia studiów zaczęło łączyć się z jego badaniami naukowymi. Pawłowski i Nitsch przez lata utrzymywali kontakt i pisali wspólnie artykuły naukowe.
Po studiach rozpoczął pracę jako nauczyciel w szkole średniej. Pracował kolejno w I Gimnazjum, II Gimnazjum i Liceum, w Liceum Pedagogicznym i w II Liceum Ogólnokształcącym w Nowym Sączu. Podczas II wojny światowej pracował jako urzędnik w Powiatowym Zarządzie Wodnym oraz prowadził tajne nauczanie.
W latach 1920–1925 był komendantem hufca w Nowym Sączu. W harcerstwie posługiwał się pseudonimem Pazdur. To w harcerstwie poznał Kazimierę Janczy (siostrę Zofii Janczy), pełniącą wówczas funkcję druhny drużynowej, z którą ożenił się w 1925 roku. Mieli dwójkę dzieci: Irenę Marię (ur. 1926) i Zofię Stanisławę (ur. 1928).
W 1950 roku uzyskał doktorat na Uniwersytecie Jagiellońskim na podstawie rozprawy Gwara podegrodzka wraz z próbą wyznaczenia południowo-zachodniej granicy gwar sądeckich, w roku 1964, również na Uniwersytecie Jagiellońskim, uzyskał habilitację na podstawie pracy Nazwy miejscowe Sądecczyzny.
Pracę w szkole średniej zakończył w 1961 roku, zamiast tego rozpoczął pracę jako nauczyciel akademicki w Wyższej Szkole Pedagogicznej w Krakowie: najpierw jako adiunkt, od 1964 jako docent, a od marca 1972 jako profesor nadzwyczajny.

## Publikacje
Napisał kilkadziesiąt artykułów, które publikował m.in. w „Gazecie Podhalańskiej”, „Głosie Podhala”, „Roczniku Sądeckim”, a także pięć książek (z czego jedna została wydana pośmiertnie przez uczennice Pawłowskiego: Ludwikę Wajdę-Adamczykową i Annę Spólnik) w ramach Ogólnej charakterystyki nazewnictwa geograficznego Sądecczyzny, w których szczegółowo omówił toponimię Sądecczyzny. Pierwszy tom został opublikowany w 1965 roku, opiera się na jego pracach naukowych podczas przygotowania habilitacji. Przedstawił w niej założenia metodologiczne pracy, własną klasyfikację materiału nazewniczego, a także sposoby tworzenia nazw.
Lista książek w ramach Ogólnej charakterystyki nazewnictwa geograficznego Sądecczyzny:
1. Nazwy miejscowe Sądeczyzny. T. 1, Ogólna charakterystyka nazewnictwa miejscowego Sądeczyzny (1965)[8];
2. Nazwy miejscowości Sądecczyzny, Część 1: Nazwy miast, wsi, przysiółków oraz dzielnic miejskich i wiejskich (1971);
3. Nazwy miejscowości Sądecczyzny, Część 2: Nazwy osiedli (1975);
4. Nazwy terenowe ziemi sądeckiej, Część 3 (1984);
5. Nazwy wodne Sądecczyzny (1996 – wydana pośmiertnie)[7].

## Twórczość
Zasłynął także jako powieściopisarz trylogią Chochołowscy, w skład której wchodziły następujące książki:
1. We mgle świtu (1934);
2. Burza nadciąga (1936);
3. Kurniawa (1937)[1].

## Upamiętnienie
Na jego cześć został nazwany endemiczny dla Tatr gatunek przywrotnika – przywrotnik Eugeniusza (Alchemilla eugeniii Pawł.).